# Boulogne-sur-Helpe
Boulogne-sur-Helpe is een gemeente in het Franse Noorderdepartement (regio Hauts-de-France) en telt 317 inwoners (1999). De plaats maakt deel uit van het arrondissement Avesnes-sur-Helpe.

## Geografie
De oppervlakte van Boulogne-sur-Helpe bedraagt 8,6 km², de bevolkingsdichtheid is 36,9 inwoners per km².
De onderstaande kaart toont de ligging van Boulogne-sur-Helpe met de belangrijkste infrastructuur en aangrenzende gemeenten.

## Demografie
Onderstaande figuur toont het verloop van het inwonertal (bron: INSEE-tellingen).